# Maratagere, Arsikere
Maratagere là một làng thuộc tehsil Arsikere, huyện Hassan, bang Karnataka, Ấn Độ.